# François-Arnould Poisson
Pour les articles homonymes, voir Poisson (homonymie).
François-Arnould Poisson de Roinville, né le 15 mars 1696 à Paris, où il est mort le 24 août 1753, est un acteur français.
Fils de l’acteur Paul Poisson qui s’opposa en vain à ce qu’il embrassât la carrière dramatique, il débuta le 21 mai 1722 dans le rôle de Sosie d’Amphitryon. Admis en 1725, il égala son père et son grand-père dans les Crispin et les surpassa dans le reste du répertoire. Il créa d’une manière très remarquable le rôle de Lafleur dans le Glorieux et excella dans Turcaret.
On cite, parmi les autres rôles où il se distinguait, Monsieur de Pourceaugnac, le Bourgeois gentilhomme, le marquis dans la Mère coquette, Bernadille de la Femme juge et partie.
Doué d’un rare talent d’originalité, il savait profiter de sa laideur et de ses défauts physiques pour imprimer à sa physionomie un cachet plus personnel. L’une des caractéristiques de son jeu était un bredouillement, qu’il avait repris à son père et à son aïeul Belleroche. Ce bredouillement, dont certains historiens du théâtre se sont demandé si ce n’était pas un défaut de prononciation, a vraisemblablement été inventé par Raymond Poisson pour caractériser le personnage qu’il a rendu célèbre, le valet Crispin. 
François-Arnould Poisson était le frère de l’acteur Philippe Poisson et de l’écrivaine Madeleine-Angélique de Gomez.

## Source
- Gustave Vapereau, Dictionnaire universel des littératures, Paris, Hachette, 1876, p. 1622.